# Єсипенко Олександр Геннадійович
Олександр Геннадійович Єсипенко (25 квітня 1996, м. Ніжин, Чернігівська область — 30 березня 2022, біля с. Велика Дорога, Чернігівська область) — український військовослужбовець, лейтенант Збройних сил України, учасник російсько-української війни. Лицар ордена Богдана Хмельницького III ступеня (2022, посмертно).

## Життєпис
Народився 25 квітня 1996 року в м. Ніжині Чернігівської області. Навчався в ЗОШ № 15 в м. Ніжині.
Закінчив Ніжинський державний університет імені Миколи Гоголя (2017, спеціальність — «психологія») та Сумське вище артилерійське командне училище (отримав військове звання — «молодший лейтенант»). Протягом трьох років проходив військову службу на Яворівському військовому полігоні, де вчився на мінометника.
У перші дні повномасштабного російського вторгнення в Україну прибув до військкомату. 12 березня 2022 року уклав контракт зі Збройними Силами України. 
Загинув 30 березня 2022 року поблизу с. Велика Дорога, що на Чернігівщині.
Похований 31 березня 2022 року в родинному місті.

## Нагороди
- орден Богдана Хмельницького III ступеня (11 квітня 2022, посмертно) — за особисту мужність і самовіддані дії, виявлені у захисті державного суверенітету та територіальної цілісності України, вірність військовій присязі[1].

## Військові звання
- лейтенант (2022),
- молодший лейтенант (до 2022).